# Bammelsburg

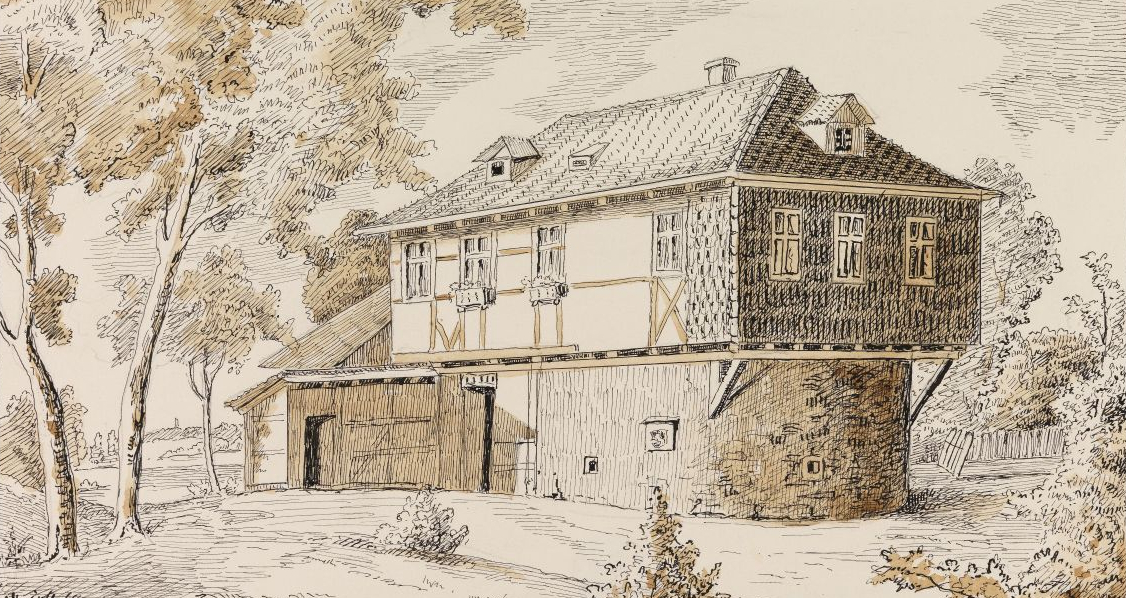
Die Bammelsburg auf einer Zeichnung von Joseph Eduard Wessely etwa 1820

Die Bammelsburg war ein Wehrturm der Befestigungsanlagen der niedersächsischen Stadt Braunschweig. Sie sicherte die Stadtmauer im Norden der Stadt zwischen dem Neustadt- und dem Wendentor, im Verlauf des heutigen Inselwalls.

## Geschichte
Die Bammelsburg lag auf einer langgezogenen Insel, eingefasst von einem Umflutgraben an der Außenseite der Stadtmauer und einem weiteren Mauergraben an ihrer inneren, der Stadt zugewandten Seite, dem sogenannten Bosselgraben.
Der Ursprung des Namens ist ungeklärt. Es ist möglich, dass Bammel (niederdeutsch für Angst, Furcht) auf eine Schandglocke hinweist, die bei der Ausweisung von Verbrechern geläutet wurde oder aber ein den Feinden furchteinflößendes Festungswerk bedeutet.
Im 15. Jahrhundert wurde der Wehrturm, wie viele andere Befestigungswerke der Stadt, neu ausgebaut, um sie den veränderten wehrtechnischen Erfordernissen anzupassen. In dieser Zeit wurden die Besatzungen der Braunschweiger Wehrtürme und Bergfriede mit Feuerwaffen ausgerüstet.
Die Bammelsburg war an ihrer Basis ein halbrunder Turm, auf dem sich oben ein viereckiger hoher Turm mit einer schlanken Spitze anschloss. Sie war zeitweilig mit sieben Kanonen bestückt.
Mit dem Einsatz schwerer Geschütze verlor der Turm seine Bedeutung für die Verteidigung der Stadt. Im 18. Jahrhundert wurde der Turm verkürzt und sein Obergeschoss zu einer Atelierwohnung umgebaut, die herzoglichen Hofmalern zur Verfügung gestellt wurde. Hier richtete um 1760 der Hofmaler J. von Span eine Tapetenfabrik ein und der Landschaftsmaler Pascha Johann Friedrich Weitsch (1723–1803) ab 1771 eine Zeichenschule für „gebildete Stände“. Eine Zeichnung aus dem Ende des 18. Jahrhunderts zeigt einen halbrunden Turmstumpf als Untergeschoss eines quadratischen Fachwerkbaus mit Walmdach.
Im Jahr 1830 oder 1831 wurde das Gebäude abgerissen. Letzte Mauerreste, die noch die Bauinschrift MCCCCLX (1460) zeigten, wurden 1907 beseitigt. Heute erinnern noch die Bammelsburger Straße, zwischen Gaußberg und Gauß-Brücke gelegen, und der Bammelsburger Teich im Inselwallpark an das ehemalige Festungswerk der Stadt.